# Neolamprologus modestus
Neolamprologus modestus là một loài cá thuộc họ Cichlidae. Nó là loài đặc hữu của hồ Tanganyika nơi nó được tìm thấy ở Tanzania và Zambia.